# Stifterverband für die Deutsche Wissenschaft
Der Stifterverband für die Deutsche Wissenschaft, kurz Stifterverband, ist ein gemeinnütziger eingetragener Verein mit Hauptsitz in Essen und Hauptstadtbüro in Berlin. Seine Arbeitsgebiete sind Bildung, Wissenschaft und Innovation. Als Organisation analysiert, berät, fördert und vernetzt der Stifterverband Wissenschaft und Wirtschaft. Darüber hinaus ist der Stifterverband mit dem Deutschen Stiftungszentrum Treuhänder für zurzeit rund 670 zumeist wissenschaftsfördernde Stiftungen. Der Stifterverband wurde 1920 als „Stifterverband der Notgemeinschaft der deutschen Wissenschaft“ gegründet.
Der Stifterverband finanziert sich in erster Linie aus den Spenden seiner rund 3000 Mitglieder; zu seinen Hauptförderern gehören eine Reihe großer Konzerne wie die Deutsche Bank, Daimler und Bosch, weitere Förderer sind Mittelständler und Privatpersonen. 2021 investierte der Stifterverband 44,5 Millionen Euro in seine Förderprogramme. Der größte Einzelposten waren dabei 11,6 Millionen Euro für Stiftungsprofessuren an Universitäten und Fachhochschulen.

## Vorsitzende und Präsidenten
Präsident des Stifterverbandes ist seit 2022 Michael Kaschke. Er folgte auf den Unternehmer Andreas Barner, der dieses Amt seit 2013 innehatte. Generalsekretär ist seit Januar 2022 Volker Meyer-Guckel, stellvertretende Generalsekretärin ist Andrea Frank.
- 1920 bis 1934: Carl Friedrich von Siemens
- 1934 bis 1935: Carl Duisberg
- 1935 bis 1945: Friedrich Schmidt-Ott
- 1949 bis 1955: Richard Merton
- 1955 bis 1970: Ernst H. Vits
- 1970 bis 1974: Hellmut Ley
- 1974 bis 1980: Hans-Helmut Kuhnke
- 1980 bis 1993: Klaus Liesen
- 1993 bis 1998: Karlheinz Kaske
- 1998 bis 2013: Arend Oetker
- 2013 bis 2021: Andreas Barner
- seit 2022: Michael Kaschke

## Arbeitsschwerpunkte
- Die Verbesserung der Leistungsfähigkeit des Wissenschaftssystems
- Die Förderung der Hochschulen
- Die Verbesserung der nationalen und internationalen Zusammenarbeit im Bereich der Wissenschaften
- Die Förderung akademischen Nachwuchses
- Die Analyse und Optimierung von Innovationsprozessen
- Die Verbesserung der Kooperation zwischen Wissenschaft, Politik, Wirtschaft und Gesellschaft
- Die Förderung der allgemeinen Verständlichkeit der Wissenschaften.

## Partner
Die Partner des Stifterverbandes sind vor allem die Deutsche Forschungsgemeinschaft (DFG), die Max-Planck-Gesellschaft (MPG), der Deutsche Akademische Austauschdienst (DAAD), die Alexander von Humboldt-Stiftung sowie die Studienstiftung des deutschen Volkes.

## Träger
Des Weiteren ist der Stifterverband Träger:
- der Wissenschaftsstatistik gGmbH
- des Wissenschaftszentrums Bonn
- des Deutschen Stiftungszentrums (DSZ), als Beratungs-, Forschungs- und Dokumentationszentrum zu Stiftungsfragen
- der ZiviZ gGmbH, als Einrichtung zur Erforschung der organisierten Zivilgesellschaft[6]
- des Hochschulforums Digitalisierung, das den Diskurs zur Hochschulbildung im digitalen Zeitalter wissenschaftlich begleitet (gemeinsam mit der Hochschulrektorenkonferenz und dem Centrum für Hochschulentwicklung)

## Preise
In enger Zusammenarbeit mit den verschiedenen deutschen Forschungsorganisationen vergibt der Stifterverband Preisgelder für besonders förderungswürdig erachtete, erfolgreiche Forschungsarbeiten. Gemeinsam mit der Deutschen Forschungsgemeinschaft vergibt der Stifterverband den Communicator-Preis. Dieser persönliche Preis ist mit 50.000 Euro dotiert und wird an Wissenschaftler aus allen Fachgebieten vergeben, die in herausragender Weise die Ergebnisse ihrer wissenschaftlichen Arbeit sowie die ihres Faches in die Medien und die nicht wissenschaftliche Öffentlichkeit vermitteln. Mit der Helmholtz-Gemeinschaft wird der Erwin-Schrödinger-Preis für interdisziplinäre Forschung seit 1999 jährlich vergeben. Seit 2022 wird gemeinsam mit der Max-Planck-Gesellschaft der Max-Planck-Gründungspreis des Stifterverbandes vergeben. Mit ihm werden alle zwei Jahre erfolgreiche Start-ups der Max-Planck-Gesellschaft ausgezeichnet, die eine besonders positive Auswirkung auf die Gesellschaft haben. Auch die Fraunhofer-Gesellschaft zur Förderung der angewandten Forschung sowie die Leibniz-Gemeinschaft („Wissenschaftspreis: Gesellschaft braucht Wissenschaft“) haben je einen eigenen entsprechenden Wissenschaftspreis, über dessen Preisträger-Auswahl die internen Gremien der Wissenschaftsgesellschaften eigenständig entscheiden. Gemeinsam mit der Hochschulrektorenkonferenz wird seit 2006 der Ars legendi-Preis für exzellente Hochschullehre vergeben. Gemeinsam mit der Leopoldina vergibt der Stifterverband seit 2009 alle zwei Jahre den Carl-Friedrich-von-Weizsäcker-Preis. Der Preis zeichnet Wissenschaftler oder Forscherteams aus, die einen Beitrag zur wissenschaftlichen Bearbeitung gesellschaftlich wichtiger Problembereiche geleistet haben.
Seit 2017 vergibt der Stifterverband gemeinsam mit der Volkswagenstiftung den Genius-Loci-Preis für Lehrexzellenz an Hochschulen. Ausgezeichnet werden je eine Fachhochschule und eine Universität, die sich im Bereich der Lehre beispielhaft aufgestellt haben. Beiden Preisträger erhalten jeweils 20.000 Euro, um hiervon einen Visiting Scholar of Teaching and Learning in Higher Education einladen zu können.
Seit 1997 stellt der Stifterverband die Geschäftsstelle des Deutschen Zukunftspreises. Diese kümmert sich um die Beschaffung der erforderlichen Mittel für die Preisvergabe, die Betreuung der Gremien, die Organisation des Auswahlverfahrens und der Preisverleihung.
Von 1970 bis 1979 vergab der Stifterverband einen Sonderpreis bei der jährlichen Verleihung des Adolf-Grimme-Preises.

## Forschungsgipfel
Seit 2015 organisiert der Stifterverband einmal im Jahr den „Forschungsgipfel“ in Berlin (gemeinsam mit der Leopoldina und der Expertenkommission Forschung und Innovation). Beim Forschungsgipfel diskutieren rund 400 Experten aus Wissenschaft, Wirtschaft, Politik und Zivilgesellschaft zentrale Themen der Forschungs- und Innovationspolitik in Deutschland.
Themen des Forschungsgipfels:
- 2019: Künstliche Intelligenz – Innovationstreiber einer neuen Generation
- 2020: Jenseits von Konjunkturprogrammen – welche Weichenstellungen brauchen wir nach Corona für ein langfristig widerstandsfähiges und agiles Innovationssystem?
- 2021: Das Innovationssystem der nächsten Generation
- 2022: Innovationspolitik nach der Zeitenwende – Mehr Dynamik und neue Prioritäten?

## Auszeichnung „Stadt der Wissenschaft“
Um Städte und Stadtregionen zu mehr Leistung und Förderung im Bereich Wissenschaft zu motivieren, rief der Stifterverband von 2004 bis 2013 den Preis Stadt der Wissenschaft aus. Hervorgehoben wurden dabei insbesondere Regionen, in denen Wissenschaft an Wirtschaft und Kultur angebunden sind. Eine wesentliche Rolle dabei spielte auch, dass Wissenschaft in der Öffentlichkeit wahrgenommen wird.
Die Auszeichnung erhielten bislang:
- Bremen und Bremerhaven (2005)
- Dresden (2006)
- Braunschweig (2007)
- Jena (2008)
- Oldenburg (2009)
- Mainz (2011)
- Lübeck (2012)

In der Finalrunde 2013 wurden unter 50 Bewerbern – darunter auch aus Städten, die bereits eine Runde gewonnen haben – zehn Projekte in Bielefeld, Braunschweig, Bremen, Bremerhaven, Dresden, Kaiserslautern, Karlsruhe, Münster, Regensburg und Rostock ausgewählt. Den Publikumspreis erhielt schließlich Münster mit dem Projekt „Münsters Originale“, das verschiedene Veranstaltungen rund um das Thema Wissenschaft und Hochschulstudium beinhaltete.